# Ołena Bełusowśka
Ołena Bełusowśka, ukr. Олена Белусовська (ur. 7 listopada 1980) – ukraińska łyżwiarka figurowa startująca w parach sportowych ze Stanisławem Morozowem. Uczestniczka igrzysk olimpijskich w Lillehammer (1994), medalistka zawodów międzynarodowych oraz dwukrotna mistrzyni Ukrainy (1994, 1995). Zakończyła karierę amatorską w 1998 r.
W momencie startu na igrzyskach olimpijskich 1994 w Lillehammer miała zaledwie 13 lat i 98 dni, co czyniło ją najmłodszą łyżwiarką na tamtych igrzyskach. 

## Osiągnięcia

### Ze Stanisławem Morozowem
| Zawody                                | 96–97          | 97–98          |                |                |                |                |                |                |                |                |                |                |                |                |                |                |                |
| Międzynarodowe                        | Międzynarodowe | Międzynarodowe | Międzynarodowe | Międzynarodowe | Międzynarodowe | Międzynarodowe | Międzynarodowe | Międzynarodowe | Międzynarodowe | Międzynarodowe | Międzynarodowe | Międzynarodowe | Międzynarodowe | Międzynarodowe | Międzynarodowe | Międzynarodowe | Międzynarodowe |
| ------------------------------------- | -------------- | -------------- | -------------- | -------------- | -------------- | -------------- | -------------- | -------------- | -------------- | -------------- | -------------- | -------------- | -------------- | -------------- | -------------- | -------------- | -------------- |
| Mistrzostwa świata                    | 18             |                |                |                |                |                |                |                |                |                |                |                |                |                |                |                |                |
| Mistrzostwa Europy                    | 8              |                |                |                |                |                |                |                |                |                |                |                |                |                |                |                |                |
| Blue Swords                           | 4              |                |                |                |                |                |                |                |                |                |                |                |                |                |                |                |                |
| Memoriał Karla Schäfera               | 5              | 1              |                |                |                |                |                |                |                |                |                |                |                |                |                |                |                |
| Nebelhorn Trophy                      |                | 2              |                |                |                |                |                |                |                |                |                |                |                |                |                |                |                |
| Międzynarodowe: Kategorie młodzieżowe |                |                |                |                |                |                |                |                |                |                |                |                |                |                |                |                |                |
| Mistrzostwa świata juniorów           | 7              |                |                |                |                |                |                |                |                |                |                |                |                |                |                |                |                |
| Krajowe                               |                |                |                |                |                |                |                |                |                |                |                |                |                |                |                |                |                |
| Mistrzostwa Ukrainy                   | 2              |                |                |                |                |                |                |                |                |                |                |                |                |                |                |                |                |

### Z Serhijem Potałowem
| Zawody                        | 94–95          | 95–96          |                |                |                |                |                |                |                |                |                |                |                |                |                |                |                |
| Międzynarodowe                | Międzynarodowe | Międzynarodowe | Międzynarodowe | Międzynarodowe | Międzynarodowe | Międzynarodowe | Międzynarodowe | Międzynarodowe | Międzynarodowe | Międzynarodowe | Międzynarodowe | Międzynarodowe | Międzynarodowe | Międzynarodowe | Międzynarodowe | Międzynarodowe | Międzynarodowe |
| ----------------------------- | -------------- | -------------- | -------------- | -------------- | -------------- | -------------- | -------------- | -------------- | -------------- | -------------- | -------------- | -------------- | -------------- | -------------- | -------------- | -------------- | -------------- |
| Mistrzostwa świata            | 12             | 9              |                |                |                |                |                |                |                |                |                |                |                |                |                |                |                |
| Mistrzostwa Europy            | 8              | 7              |                |                |                |                |                |                |                |                |                |                |                |                |                |                |                |
| GP Nations Cup                |                | 8              |                |                |                |                |                |                |                |                |                |                |                |                |                |                |                |
| GP Skate America              | 7              | 7              |                |                |                |                |                |                |                |                |                |                |                |                |                |                |                |
| GP Skate Canada International | 4              | 5              |                |                |                |                |                |                |                |                |                |                |                |                |                |                |                |
| Nebelhorn Trophy              |                | 2              |                |                |                |                |                |                |                |                |                |                |                |                |                |                |                |
| Skate Israel                  |                | 3              |                |                |                |                |                |                |                |                |                |                |                |                |                |                |                |
| Krajowe                       |                |                |                |                |                |                |                |                |                |                |                |                |                |                |                |                |                |
| Mistrzostwa Ukrainy           | 1              |                |                |                |                |                |                |                |                |                |                |                |                |                |                |                |                |

### Z Ihorem Malarem
| Zawody               | 93–94          |                |                |                |                |                |                |                |                |                |                |                |                |                |                |                |                |
| Międzynarodowe       | Międzynarodowe | Międzynarodowe | Międzynarodowe | Międzynarodowe | Międzynarodowe | Międzynarodowe | Międzynarodowe | Międzynarodowe | Międzynarodowe | Międzynarodowe | Międzynarodowe | Międzynarodowe | Międzynarodowe | Międzynarodowe | Międzynarodowe | Międzynarodowe | Międzynarodowe |
| -------------------- | -------------- | -------------- | -------------- | -------------- | -------------- | -------------- | -------------- | -------------- | -------------- | -------------- | -------------- | -------------- | -------------- | -------------- | -------------- | -------------- | -------------- |
| Igrzyska olimpijskie | 16             |                |                |                |                |                |                |                |                |                |                |                |                |                |                |                |                |
| Mistrzostwa świata   | 20             |                |                |                |                |                |                |                |                |                |                |                |                |                |                |                |                |
| Mistrzostwa Europy   | 9              |                |                |                |                |                |                |                |                |                |                |                |                |                |                |                |                |
| Skate Canada         | 9              |                |                |                |                |                |                |                |                |                |                |                |                |                |                |                |                |
| Krajowe              |                |                |                |                |                |                |                |                |                |                |                |                |                |                |                |                |                |
| Mistrzostwa Ukrainy  | 1              |                |                |                |                |                |                |                |                |                |                |                |                |                |                |                |                |